# Басов Микола Геннадійович
Микола Геннадійович Басов (14 грудня 1922, село Усмань Тамбовської губернії — 1 липня 2001) — радянський фізик, лауреат Нобелівської премії з фізики (1964).
Іноземний член Болгарської АН (1974).

## Біографія
Басов народився в місті Усмань (нині місті Липецької області). Батько — Генадій Федорович Басов
. У 1927-у сім'я переїхала з Усмані у Воронеж. Член ВЛКСМ з 1936 по 1950. У 1941 р. Басов закінчив Воронезьку школу № 13, яка знаходилася на розі вулиць Карла Маркса та Фрідріха Енгельса.
Після школи пройшов підготовку на асистента лікаря у Куйбишевській військовій медичній академії. У 1943 він пішов на фронт, служив асистентом лікаря на українському фронті.
Після війни Басов вступив до МІФІ, захистив диплом в 1950. З 1948 він працював лаборантом у Фізичному інституті імені Лебедєва АН СРСР (ФІАН), де і продовжив роботу після отримання диплома під керівництвом М. А. Леонтовича і А. М. Прохорова. У 1953 Басов захистив кандидатську, а у 1956 — докторську дисертацію.
У 1958–1972 рр. Басов був заступником директора ФІАН, а з 1973 по 1989 був директором цього інституту. Тут у 1963 він організував Лабораторію квантової радіофізики, яку очолював до своєї смерті. У 1962-у Басов був обраний членом-кореспондентом АН СРСР, а у 1966 — академіком АН СРСР, згодом обирався до президії Академії наук (член президії АН СРСР з 1967 по 1990, РАН з 1991).
Басов був головним редактором журналів « Наука», « Квант», « Квантова електроніка», « Природа», у 1978–1990 роках був головою правління Всесоюзного просвітницького товариства «Знання», був змінений на цій посаді К. В. Фроловим.

### Сім'я
У 1950 у він одружився з Ксенією Тихонівною Назаровою, є батьком двох синів — Геннадія (нар. 1954) і Дмитра (нар. 1963).

## Наукова діяльність
Роботи Басова присвячені квантовій електроніці і її застосуванням. Разом з А. М. Прохоровим він встановив принцип підсилення і генерації електромагнітного випромінювання квантовими системами, що дозволило у 1954 створити перший квантовий генератор (мазер) на пучку молекул аміаку. У наступному році була запропонована трирівнева схема створення інверсної заселеності рівнів, що знайшла широке застосування у мазерах і лазерах. Ці роботи (а також дослідження американського фізика Ч. Таунса) лягли в основу нового напряму у фізиці — квантової електроніки. За фундаментальну роботу у галузі квантової електроніки, яка призвела до створення лазера і мазера, Басов і А. М. Прохоров були нагороджені Ленінською премією у 1959, а у 1964 спільно з Ч. Х. Таунсом — Нобелівською премією з фізики.
Спільно з Ю. М. Поповим і Б. М. Вулом Басов запропонував ідею створення різних типів напівпровідникових лазерів: у 1962 був створений перший інжекційний лазер, потім лазери, порушувані електронним пучком, а у 1964 — напівпровідникові лазери з оптичним накачуванням. Басов також провів дослідження з потужним газовим і хімічним лазером, були створені фторводневий і йодний лазери, а потім ексимерний лазер.
Ряд робіт Басова присвячений питанням розповсюдження і взаємодії потужних лазерних імпульсів з речовиною. Йому належить ідея використання лазерів для управління термоядерним синтезом (1961), запропонував методи лазерного нагріву плазми, проаналізував процеси стимулювання хімічних реакцій лазерним випромінюванням.
Басов розробив фізичні основи створення квантових стандартів частоти, висунув ідеї нових застосувань лазерів у оптоелектроніці (такі як створення оптичних логічних елементів), виступав ініціатором багатьох досліджень з нелінійної оптики.

## Нагороди
- Ленінська премія (1959)
- Нобелівська премія з фізики (1964, за виконані основоположні роботи в галузі квантової електроніки)
- Двічі Герой Соціалістичної Праці (1969, 1982)
- Золота медаль Чехословацької академії наук (1975)
- Золота медаль А. Вольти (1977)
- Державна премія СРСР (1989)
- Велика золота медаль імені М. В. Ломоносова (1990)
- П'ять орденів Леніна

На його честь названо астероїд 3599 Басов.

## Публікації

### Книги
- NG Basov, KA Brueckner (Editor-in-Chief), SW Haan, C. Yamanaka. Inertial Confinement Fusion, 1992, ISBN 0-88318-925-9. Research Trends in Physics Series founded by V. Alexander Stefan and published by the American Institute of Physics Press (presently Springer , New York)
- V. Stefan and NG Basov (Editors). Semiconductor Science and Technology, Volume 1. Semiconductor Lasers. (Stefan University Press Series on Frontiers in Science and Technology) (Paperback). 1999. ISBN 1-889545-11-2
- V. Stefan and NG Basov (Editors). Semiconductor Science and Technology, Volume 2: Quantum Dots and Quantum Wells. (Stefan University Press Series on Frontiers in Science and Technology) (Paperback). 1999. ISBN 1-889545-12-0

### Статті
- А. М. Прохоров, Н. Г. Басов. Молекулярный генератор и усилитель // УФН. — 1955. — Т. 57, вип. 3. — С. 485—501.
- А. М. Прохоров, Б. Д. Осипов, Н. Г. Басов. Письма в редакцию. о молекулярном генераторе без использования молекулярного пучка // УФН. — 1956. — Т. 59, вип. 2.
- Басов Н. Г., Крохин О. Н., Попов Ю. М. Генерация, усиление и индикация инфракрасного и оптического излучений с помощью квантовых систем // УФН. — 1960. — Т. 72, № 10.
- Ораевский А. Н., Чихачёв Б. М., Страховский Г. М., Басов Н. Г., Крохин О. Н. О возможности исследования релятивистских эффектов с помощью молекулярных и атомных стандартов частоты // УФН. — 1961. — Т. 75, № 9.
- Басов Н. Г., Летохов В. С. Оптические стандарты частоты // УФН. — 1968. — Т. 96, № 12.
- Семёнов А. С., Никитин В. В., Басов Н. Г. Динамика излучения инжекционных полупроводниковых лазеров // УФН. — 1969. — Т. 97, № 4.
- Сучков А. Ф., Данилычев В. А., Басов Н. Г., Беленов Э. М. Электроионизационные лазеры на сжатом углекислом газе // УФН. — 1974. — Т. 114, № 10.
- Ораевский А. Н., Исаков В. А., Романенко В. И., Маркин Е. П., Басов Н. Г., Беленов Э. М. Новые методы разделения изотопов // УФН. — 1977. — Т. 121, № 3.
- Басов Н. Г., Елисеев П. Г., Попов Ю. М. Полупроводниковые лазеры // УФН. — 1986. — Т. 148, № 1.
- Басов Н. Г., Данилычев В. А. Лазеры на конденсированных и сжатых газах // УФН. — 1986. — Т. 148, № 1.